# Адольф Мінасевич
Адольф Мінасевич (пол. Adolf Minasiewicz; 1846 — 1894) — архітектор.
Походив із родини львівських вірмен. Закінчив Львівську політехніку. Працював у Львові в останній третині XIX століття. Від 1879 року мешкав на вулиці Зигмунтовській, 9 (нині — вулиця Гоголя). За інформацією, поданій у адресній книзі за 1883 рік, Адольф Мінасевич мешкав на вулиці Сакраменток, 2 (нинішній вул. Туган-Барановського).

## Роботи
- Проєкт гімназії у Бродах. На конкурсі 1879 року серед одинадцяти проектів визнаний одним із двох найкращих (другий належав спілці Долинського і Бауера). На засіданні 28 лютого 1880 року міська рада Бродів остаточно обрала до реалізації проект Мінасевича.[3]
- Перша фаза реконструкції костелу монастиря сакраменток у Львові у 1884—1887 роках. Проєкт ймовірно був створений ще 1881 року.[4] Здійснено добудову необарокової вежі, заміну даху, можливо також перебудовано склепіння.[5]
- Ще однією роботою Мінасевича був палац графа Вацлава Баворовського у селі Сороцькому (нині — Теребовлянського району)[6] (1884, скульптурне оздоблення Петра Гарасимовича).[7]
- 1888 року збудовано корпус Сільськогосподарської академії в Дублянах під Львовом (співавтор Людвік Рамулт).[8]
- 1894 року за проєктом Мінасевича виконано конструкції трибун гімнастичного павільйону на Загальній крайовій виставці.[9]